# Эрмандада
Свята́я эрманда́да (исп. Santa Hermandad, буквально — «святое братство», от лат. germanitas) — вооружённая организация по охране общественного порядка, существовавшая в городах средневековой Испании, более всего была распространена в Кастилии.
В средневековой Испании короли часто не имели возможности обеспечить надлежащую защиту, поэтому на протяжении XII столетия создавались муниципальные силы самообороны для защиты от бандитов и прочих уголовных элементов, а также против беззакония дворянства или поддержки того или иного претендента на престол. Эти организации были временными, но со временем стали постоянными структурами в жизни Испании. Первый известный случай создания эрмандад связан с объединением усилий горожан и крестьян на севере страны для охраны маршрута пилигримов в Сантьяго-де-Компостелу в Галисии и для защиты пилигримов от разбойничавших рыцарей. На протяжении Средних веков подобные братства часто создавали жители городов, чтобы защитить соединяющие их дороги. Эрмандады время от времени использовались и для достижения политических целей. Часто они действовали по принципу фемических судов Германии. Наиболее могущественными были лиги эрмандад в северной Кастилии и баскских портах, а также Hermandad de las Marismas, в которую входили Толедо, Талавера де ла Рейна и Вила-Реал.
Одним из первых своих решений после Войны за кастильское наследство Фердинанд и Изабелла учредили централизованную Святую эрмандаду, наделив её огромными полномочиями, и возглавили её. Они адаптировали уже существовавшие формы эрмандад для создания полицейских сил под командованием должностных лиц, которых назначали сами, предоставив им широчайшие полномочия, даже в вопросах государственной важности. Старые эрмандады продолжили службу в качестве местных полицейских подразделений, пока не были окончательно расформированы в 1835 году.
Святой эрмандадой весьма искусно воспользовались католические короли для образования особого, подчинённого исключительно им, полицейского ополчения. Сначала (в 1476 году) они сделали эрмандаду обязательной даже там, где её не было; из Кастилии «братство» вскоре распространилось и на Арагон. Эрмандадой Фердинанд воспользовался для борьбы с феодалами, которые долго не хотели признавать королевско-городской полиции, но в конце концов они покорились.
С 1498 года Фердинанд окончательно изгнал из Святой эрмандады все следы прежних выборных городских должностей и подчинил её непосредственно центральному правительству; налог же, обеспечивавший существование «братства», остался в полной силе. Дороги сделались более безопасными, что тотчас же отразилось на торговых сношениях. Впоследствии Святая эрмандада способствовала падению кортесов, хиревших при Фердинанде и погибших в XVI веке. Святая эрмандада была одним из основных инструментов королевского произвола и орудием инквизиции, в истории которой царствование Фердинанда и Изабеллы составляет эпоху.
В Нидерландах, в голландском языке выражение heilige hermandad («святая эрмандада») является положительным неофициальным названием полиции.